# Alajnihah Airways
Alajnihah Air Transport ("las alas", en árabe) es una aerolínea con base en Trípoli, Libia.

## Destinos
Alajnihah Airways efectúa vuelos uniendo Trípoli, Bengasi, Sebha, Estambul y Antalya.

## Flota
A diciembre de 2010, la flota de Alajnihah Airways incluía:
- 1 Airbus A320-232